# Die weiße Sklavin (1906)
Die weiße Sklavin ist ein 1906 gedrehter dänischer Stummfilm von und mit Viggo Larsen.

## Handlung
Ein junges Mädchen liest in einer Zeitung eine Stellenanzeige, die ihr sehr interessant erscheint. Dafür müsste sie allerdings ihren Heimatort verlassen und in eine andere Stadt umziehen. Davon ist ihr Verlobter alles andere als begeistert. Es lässt sie zwar ziehen, gibt ihr aber für den Fall, dass ihr etwas in der Fremde zustoßen sollte, eine Brieftaube mit, mit der sie ihm im Notfall eine Nachricht zukommen lassen könne.
Die Bedenken des Verlobten sollen sich tatsächlich als richtig erweisen, denn die Zeitungsanzeige wurde von einem gefährlichen Mädchenhändlerring geschaltet. Die junge Frau zeigt sich als äußerst widerborstig und will sich den Wünschen der Männer, die sie nunmehr gefangen halten, nicht beugen. Deswegen wird sie zunächst weggesperrt. Da fällt ihr die Brieftaube ein, die mit einem Hilferuf an den Verlobten sofort in den Himmel aufsteigt. Wenig später ist der junge Mann da und kann seine Verlobte befreien.

## Produktionsnotizen
Die weiße Sklavin ist der erste Film der so genannten Sklavin-Filmreihe, die vor allem in den frühen 1910er Jahren in Nord- und Mitteleuropa große Popularität genoss. Dieser 155 Meter lange Film erlebte seine Uraufführung am 12. Januar 1907 im Kopenhagener Biografteater. In Österreich-Ungarn wurde Die weiße Sklavin bereits im März 1907 von der Nordisk Films  beworben und lief demzufolge dort ebenfalls im Frühjahr desselben Jahres an. Eine deutsche Premiere gleichfalls 1907 gilt als sehr wahrscheinlich.
Für Regisseur und Hauptdarsteller Viggo Larsen und seinen Kameramann Axel Graatkjær, der hier noch unter Axel Sørensen firmierte, bedeutete Die weiße Sklavin der erste internationale Erfolg. Beide Männer gingen nur wenige Jahre später für eine lang anhaltende Karriere nach Deutschland.
Robert Krause schuf die Filmbauten.

## Kritik
„Einen Umschwung für die Kinoprogramme, einen Aufschwung für die gesamte Industrie bedeutete …. das Erscheinen des ersten modernen Sensationsdramas „Die weiße Sklavin“. Charakteristisch für diese neue Gattung ist das soziale Moment. (…) Damit scheint die Filmfabrikation auf ein Stoffgebiet gestoßen zu sein, das heute einen breiten Platz in der Interessensphäre aller Volksschichten behauptet. Eine dänische Firma hat dieses Drama auf den Markt gebracht und damit den Grundstein für die jetzige Bedeutung der dänischen Filmindustrie gelegt.“